# Pachycraerus puncticollis
Pachycraerus puncticollis är en skalbaggsart som beskrevs av Lewis 1894. Pachycraerus puncticollis ingår i släktet Pachycraerus och familjen stumpbaggar. Inga underarter finns listade i Catalogue of Life.